# الجيش الثامن البريطاني
الجيش الثامن البريطاني (بالإنجليزية: British Eighth Army)‏ هو وحدة عسكرية بريطانية تم تأسيسها في سبتمبر 1941 من القوة الصحراوية الغربية التي كانت آنذاك في مصر بينما كانت قوات المحور موجودة على الحدود المصرية الليبية، وكان يتبع قيادة القوات البريطانية في الشرق الأوسط حتى نهاية حملة شمال أفريقيا في مايو 1943.
بعد انتصار الجيش الثامن على قوات المحور في معركة العلمين الثانية تقدم لأكثر من 2800 كم من العلمين إلى تونس العاصمة عبر ليبيا، وبعد نهاية حملة شمال أفريقيا اشترك في غزو صقلية في يوليو 1943 وفي معركة مونتي كاسينو عام 1944 وفي حملة ربيع عام 1945 في إيطاليا، أي أنه عبر إيطاليا من جنوبها إلى شمالها.
أما القادة الذين قادوا الجيش الثامن فهم:
| صورة القائد | اسم القائد      | الاسم باللغة الإنجليزية | تاريخ القيادة             |
| ----------- | --------------- | ----------------------- | ------------------------- |
|             | آلان كانينغهام  | Alan Cunningham         | سبتمبر 1941 - نوفمبر 1941 |
|             | نيل ريتشي       | Neil Ritchie            | نوفمبر 1941 - يونيو 1942  |
|             | كلود أوكنلك     | Claude Auchinleck       | يونيو 1942 - أغسطس 1942   |
|             | برنارد مونتغمري | Bernard Montgomery      | أغسطس 1942 - ديسمبر 1943  |
|             | أوليفر ليس      | Oliver Leese            | ديسمبر 1943 - أكتوبر 1944 |
|             | ريتشارد ماكريري | Richard McCreery        | أكتوبر 1944 - يوليو 1945  |